# Devilman
Devilman (яп. デビルマン, Debiruman) — манґа, написана та проілюстрована Ґо Наґаєм. У центрі сюжету — старшокласник на ім'я Акіра Фудо, який завдяки допомозі свого друга Рьо Асуки отримує сили демона на ім'я Амон, щоб боротися зі створіннями, які ховаються серед людей. У процесі цього він називає себе «Девілменом». Спочатку серіал було замовлено студією Toei Animation як пом'якшена аніме-версія попередньої манґи Наґая під назвою Demon Lord Dante. Однак Наґай вирішив створити манґу з темнішим тоном, аби попередити читачів про небезпеку війн — про що свідчить дедалі похмуріший розвиток подій, з якими стикається Акіра.
39-серійне аніме було створено студією Toei Animation у 1972 році, у той час як Ґо Наґай розпочав манґу Devilman на сторінках журналу Weekly Shōnen Magazine видавництва Kodansha всього за місяць до початку трансляції аніме. Манґа публікувалася з червня 1972 року до червня 1973 року, а згодом була неодноразово перевидана різними видавцями у форматі танкобонів. Серіал породив численні OVA, новели, фільми, манґу та сиквел. Персонажі Devilman, включно з головним героєм, неодноразово з'являлися в інших роботах Ґо Наґая. Найвідомішим прикладом є повнометражний фільм Mazinger Z vs. Devilman режисера Томохару Кацумати 1973 року, де Девілмен об'єднується з роботом з Mazinger Z, щоб протистояти Доктору Хеллу. У 2018 році вийшов ремейк аніме під назвою Devilman Crybaby, режисером якого став Масаакі Юаса. Це була альтернативна, більш сучасна адаптація оригінальної історії.
Манґа Devilman розійшлася накладом у 50 мільйонів копій по всьому світу, що робить її однією з найпродаваніших манґ усіх часів. Попри змішані відгуки щодо художнього стилю, критики високо оцінили темніший підхід Наґая до супергеройських кліше, здебільшого завдяки жорстокому та брутальному сюжету, і рекомендували манґу читачам, які не є чутливими до сцен насильства. Тематика серіалу, а також дизайн персонажа Акіри, вплинули на створення інших культових серій, зокрема «Євангеліон» та X/1999

## Сюжет

### Манґа
Акіра Фудо — сором'язливий підліток, який живе в домі своєї подруги Мікі Макімури, поки його батьки працюють за кордоном. Одного дня його друг дитинства Рьо Асука відкриває йому шокуючу правду: Землю незабаром захоплять демони — монструозні істоти, які століттями перебували у сплячці в крижаних просторах і тепер збираються повернутися. За словами Рьо, демони жили на Землі ще до появи людства і тепер хочуть повернути її собі. Єдиний спосіб їх зупинити — опанувати силу демонів, щоб боротися з ними на рівних. Рьо залучає Акіру до ритуалу, відомого як Чорна месса — події, під час якої численні демони намагаються злитися з людьми, щоб таємно проникнути в людське суспільство. Під час ритуалу Акіра зливається з демоном-воїном на ім'я Амон, якого його ж побратими і бояться, і захоплюються через неймовірну силу. Але замість того, щоб Амон підкорив Акіру, чиста душа хлопця взяла гору, приборкавши демона. Так народився Девілмен.
Після того як Акіра виривається з Чорної меси, він починає використовувати свої демонічні сили, щоб боротися з ворогами, які ховаються серед людей. Але його віра в абсолютну злість демонів починає руйнуватись після зустрічі з Сірен та Каймом — двома демонами, чиї глибокі стосунки змусили Акіру засумніватися у власному світогляді. Особливо шокуючою стала битва з Джінменом — демоном у вигляді черепахи, який носив на своєму панцирі ще живі душі своїх жертв. Щоб знищити демона, Акіра змушений був убити і їх, що сильно вплинуло на нього. Незабаром Токіо атакує величезна армія демонів на чолі з Лордом Дзенноном, розкриваючи всьому світу правду про існування демонів. Акіра дізнається, що не він один — інші люди також стали Девілменами. Він вирішує зібрати їх, щоб створити союз захисників людства.
Тим часом Рьо повертається до маєтку і, шукаючи відповіді, знаходить альбом зі своєю біографією, де зазначено, що він загинув у автокатастрофі кілька років тому. У розпал екзистенційної кризи його навідує демонеса Психо Дженні разом з групою демонів, які розкривають йому правду: насправді він — Сатана, занепалий ангел, який зрадив Бога, ставши на бік демонів. Частиною плану Сатани було стерти власну пам'ять і жити як Рьо Асука, доки не настане час розпочати війну з людством. Під час телетрансляції Рьо/Сатана відкриває світу існування Девілменів, але не розрізняє їх і демонів, показуючи кадри першої трансформації Акіри. Це провокує глобальну паніку й насильство — люди починають знищувати одне одного.
Акіра зіштовхується з Рьо, дізнається правду, але запізно: натовп убиває Мікі та її сім'ю через зв'язок із Девілменом. Збитий із пантелику, сповнений болю та втрати віри в людство, Акіра клянеться помститися Сатані. Пізніше, коли Лорд Дзеннон запитує Сатану, навіщо той дозволив Акірі вижити, він натякає, що любив Акіру і хотів його захистити. Минає двадцять років. Усі люди, окрім Девілменів, загинули. У фінальній битві між Девілменами та демонами обидві сторони знищено. Сатана смертельно ранить Акіру. Після бою, усвідомивши масштаби своїх дій, Сатана розуміє, що знищив людство так само, як Бог колись знищив демонів. Він шкодує про скоєне та просить вибачення у мертвого Акіри. У цей момент на Землю спускаються ангели Божі.

### Аніме
Один із наймогутніших воїнів Демонського Племені, Девілмен спочатку був надісланий Лордом Дзенноном для початку повномасштабного вторгнення в людський світ. Під час засідки в Гімалаях, неподалік від бази Демонського Племені, він убиває Акіру та його батька. Однак, замість того щоб залишити Акіру мертвим, Девілмен обирає його як нового носія, повертаючи йому життя, але наділяючи його дикуватою й непередбачуваною натурою. Після повернення до Японії Акіра зустрічає Мікі Макімуру та закохується в неї. Саме завдяки бажанню захищати Мікі, Девілмен починає змінюватися і стає більш людяним. Відтоді він вирішує зрадити накази Дзеннона й починає боротися проти демонів, яких на нього посилають Дзеннон та його генерали.

## Виробництво

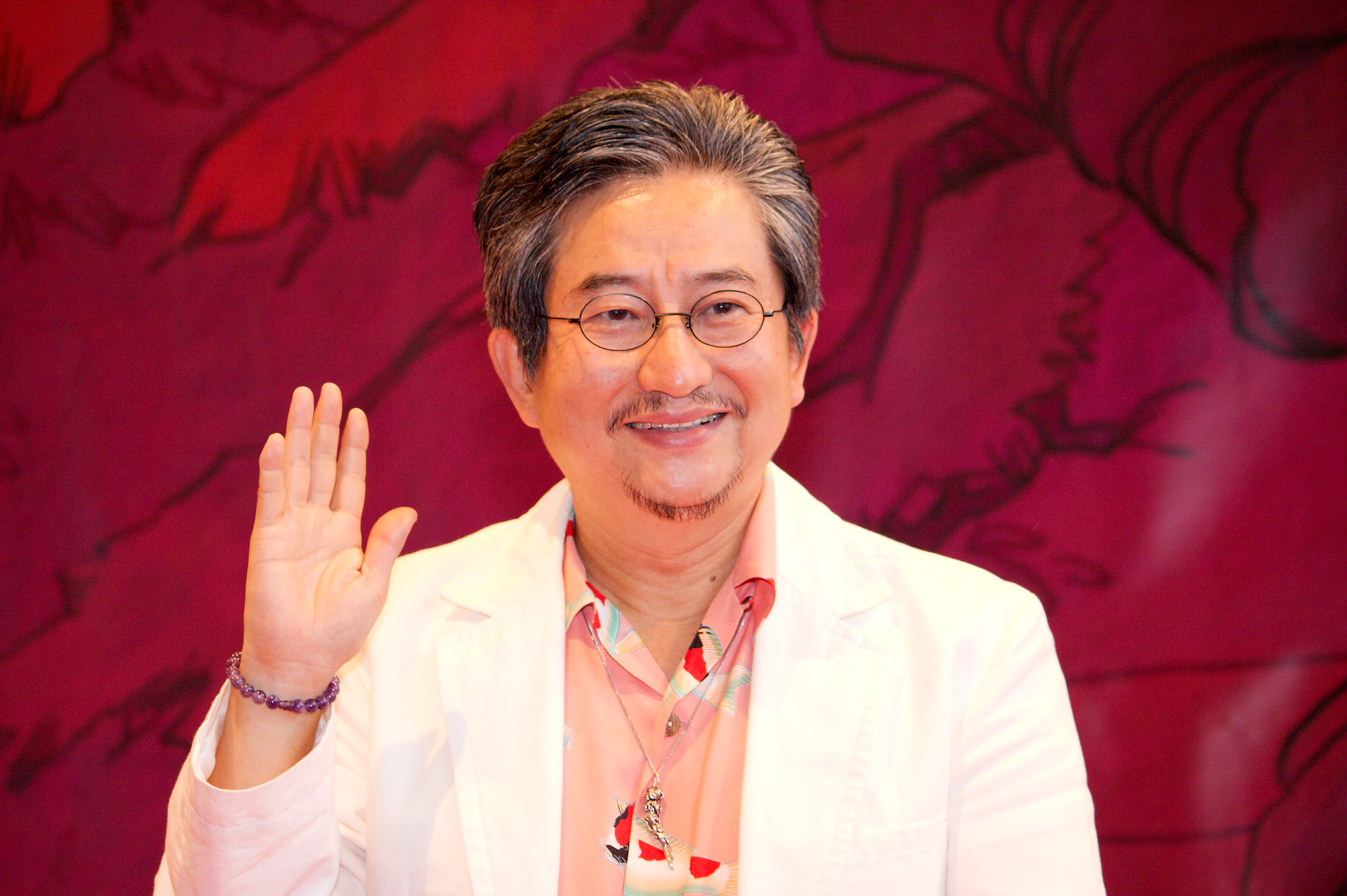
Ґо Наґай, автор Devilman

Devilman виник як еволюція попередньої манґи Ґо Наґая, Demon Lord Dante, після того як студія Toei Animation звернулася до Наґая з пропозицією адаптувати Dante для телебачення. Продюсери хотіли пом'якшити деякі елементи оригіналу та створити більш «людяного» антигероя. Так і з'явився Devilman. Костюм Девілмена, ймовірно, був натхненний одним із антагоністів аніме Gekko Kamen 1972 року. Над сценарієм аніме Devilman Наґай працював разом із відомим сценаристом і фантастом Масаакі Цудзі, який написав сценарії для 35 із 39 епізодів телесеріалу. Паралельно з аніме Devilman випускалася і манґа у журналі Weekly Shōnen Magazine, починаючи з 1972 року. На відміну від телеверсії, Наґай створив манґу Devilman як більш жорстоку, похмуру та орієнтовану на дорослого читача історію. Редактор попросив його написати альтернативну версію аніме з глибшими темами та серйознішим підтекстом.
Ґо Наґай задумував Devilman як антивоєнний твір: злиття людей і демонів виступає алегорією на призов до армії, а жорстоке вбивство Мікі символізує загибель миру. «У війні немає справедливості, жодній війні, — писав Наґай — І немає жодного виправдання, чому люди повинні вбивати одне одного. Devilman несе попередження, поки ми крокуємо до світлого майбутнього».
Розвиваючи тему війни, Наґай пояснював, що створив цю історію як застереження людству, адже хаос, показаний у манзі, цілком може стати реальністю. Він також зазначив, що попри злочини Сатани, той не є типовим лиходієм. З точки зору Наґая, саме Бог уособлює фігуру антагоніста через ті страждання, які він колись завдав демонам ще до подій манґи.

## Медіа

### Манґа
Манґа Devilman спочатку публікувалася видавництвом Kodansha з 11 червня 1972 року по 24 червня 1973 року в журналі Weekly Shōnen Magazine. З того часу серію неодноразово перевидавали, причому більшість перевидань також належать Kodansha. Починаючи з видання 1987 року, до більшості перевидань Kodansha було включено Shin Devilman — манґу, яка спочатку не планувалася як частина основного канону, але згодом стала додатком до основної історії в складі цих томів.

#### Спін-офи
Shin Devilman (яп. 新デビルマン, Shin Debiruman) спочатку публікувалася у журналі Shōnen Magazine Special від Kodansha 25 травня 1979 року, 25 січня 1980 року, 15 вересня 1980 року, 6 березня 1981 року та 8 травня 1981 року. Усі розділи були проілюстровані Ґо Наґаєм. Перший розділ був написаний у співавторстві з Масаакі Цудзі, другий і третій — з Хіроші Коенджі, а решту написав сам Наґай. Цю манґу іноді називають Devilman 2 або Neo Devilman.
Також існує ваншот, який хоч і не є частиною Shin Devilman, але завжди публікувався разом із нею у зібраних виданнях. Його було випущено в журналі Variety від Kadokawa Shoten. У цьому 16-сторінковому коміксі без тексту показано події після смерті Мікі в оригінальній серії, але перед фінальною битвою з Сатаною: Акіра ховає останки Мікі та зустрічає Рьо.
Окрім цього, Ґо Наґай створив серію Devilman Saga, яка виходила у журналі Big Comic видавництва Shogakukan з 25 грудня 2014 року до 10 березня 2020 року. Події манґи відбуваються у 2025 році: робототехнік Юукі Фудо приєднується до проєкту, пов'язаного з давнім фресковим зображенням істинного минулого людства та древніми технологіями, знайденими в Антарктиді. Всього було випущено 13 томів у період з 30 червня 2015 року до 29 травня 2020 року.
Ще одна серія, Devilman Gaiden: Ningen Senki, створена Фуджіхіко Хосоно. Вона публікувалася в журналі Monthly Young Magazine від Kodansha з 23 січня до 20 червня 2023 року.

### Аніме
Аніме-серіал Devilman складався з 39 епізодів і транслювався з 8 липня 1972 року по 7 квітня 1973 року на телеканалі NET (тепер TV Asahi). За межами Японії серіал був показаний в Італії у 1983 році, де здобув велику популярність. У Японії бокс-сет на DVD вийшов 21 вересня 2002 року. Вперше в Північній Америці права на серіал отримала компанія Discotek Media, яка випустила його на DVD у 2014 році.
1 листопада 1987 року компанія King Records випустила OVA під назвою Devilman: The Birth (яп. デビルマン 誕生編, Debiruman Tanjō Hen). Наступною 25 лютого 1990 року вийшла Devilman: Demon Bird Sirène (яп. デビルマン 妖鳥シレーヌ編, Debiruman Yōchō Shirēnu Hen), від Bandai Visual. Обидві роботи були анімовані студією Oh Production, а дизайн персонажів виконав Кадзуо Комацубара — анімаційний режисер оригінального телесеріалу.
Режисером обох OVA виступив Уманосуке Ііда (в титрах як Цутому Ііда), а самі проєкти створювалися у тісній співпраці з Ґо Наґаєм. Сюжет OVA охоплює трансформацію Акіри на Девілмена і його битву з Сірен. Попри кілька незначних змін, ці адаптації залишаються доволі вірними оригінальній манзі. Обидві OVA були випущені на Laserdisc, а також на одному DVD компанією Bandai Visual 28 березня 2003 року. До 2014 року це були єдині аніме по Devilman, які вийшли в США в комерційному форматі — компанією Manga Entertainment. DVD-версія містила лише англомовний дубляж, тоді як оригінальна японська версія виходила раніше на VHS у 1995 році через компанії L.A. Hero та Dark Image Entertainment.
У 2000 році вийшла OVA Amon: Apocalypse of Devilman, спочатку як платна трансляція в Японії, а згодом — на відео та DVD. Вона базується на манзі Amon: The Darkside of The Devilman і охоплює події після того, як людство дізнається про демонів, до фінальної битви між Девілменом і демоном Амоном. Після загибелі Мікі Акіра втрачає волю до боротьби, що дозволяє Амону вийти на волю. У фінальній сутичці Амон знову зливається з Акірою, і замість того, щоб битися із Сатаною, герой відмовляється від поєдинку та йде в руїни Токіо.
У 2015 році вийшла трисерійна OVA Cyborg 009 VS Devilman, у якій персонажі Devilman перетинаються з героями серії Cyborg 009 автора Шотаро Ішіноморі. Спочатку Девілмен і Кіборг 009 виступають суперниками, але згодом об'єднуються проти спільного ворога.
5 січня 2018 року відбулася світова прем'єра десятисерійного оригінального веб-аніме (ONA) Devilman Crybaby, створеного студією Science Saru під керівництвом режисера Масаакі Юаси. Серіал було випущено ексклюзивно на платформі Netflix.

### Фільми
Mazinger Z vs. Devilman — це кросоверний анімаційний фільм між серіями Devilman та Mazinger Z, створений студією Toei і випущений 18 липня 1973 року. Хоча у стрічці з'являються більшість основних персонажів із обох франшиз, події у фільмі є альтернативними версіями історій і не входять до канону жодної з серій.
9 жовтня 2004 року в Японії вийшов повнометражний ігровий токусацу-фільм за мотивами Devilman, зрежисований Хіроюкі Насу. У фільмі головні ролі виконали Хісато Ідзакі (у ролі Девілмена), Юсуке Ідзакі (у ролі Рьо Асуки) та Аяна Сакаї (у ролі Мікі Макімури). До акторського складу також увійшла порно-акторка Марія Юмено. Фільм зазнав критики за слабкі візуальні ефекти та залучення до головних ролей популярних знаменитостей, які не мали досвіду в акторській грі.

### Музика
З початку оригінального серіалу було випущено велику кількість альбомів саундтреків.
| Назва                                                        | Формат      | Компанія                  | Номер стандарту | Дата виходу     |
| ------------------------------------------------------------ | ----------- | ------------------------- | --------------- | --------------- |
| Devilman                                                     | Флексі-диск | Asahi Sonorama            | APM-4016        | 10 липня 1972   |
| Devilman                                                     | EP          | Columbia                  | SCS-502         | 10 серпня 1972  |
| TV Original BGM Collection: Devilman                         | LP          | Columbia                  | CX-7088         | березня 1983    |
| TV Original BGM Collection: Devilman                         | CD          | Columbia                  | 28CC-2295       | 21 травня 1988  |
| TV Animation Drama Series: Devilman                          | CD          | Columbia                  | COCC-12398      | 1 березня 1995  |
| Animex 1200 Series 71: Devilman                              | CD          | Columbia                  | COCC-72071      | 22 вересня 2004 |
| Original Soundtrack Devilman Tanjo Hen Ongakushu             | LP          | King Records              | K20G-7359       | 1987            |
| Original Soundtrack Devilman Tanjo Hen Ongakushu             | CD          | King Records              | K30X-7094       | листопада 1987  |
| Visual Sound Series Devilman Shin Mokushiroku                | CD          | King Records              | K32X-7055       | 1987            |
| Devilman Tanjo Hen / Yocho Sirène Hen                        | CD          | King Records              | KICA-10         | 21 березня 1990 |
| Devilman Densetsu ~ The Legends of DEVILMAN                  | CD          | Pony Canyon               | FSCA-10054      | 21 жовтня 1998  |
| Nagai Go Hero Densetsu Onkyo Geki Devilman Armageddon Hen    | CD          | First Smile Entertainment | FSCA-10209      | 20 лютого 2002  |
| Devilman Densetsu + 3 ~ The Legends of DEVILMAN              | CD          | BeeSmile                  | BSCH-30011      | 10 березня 2004 |
| Eternal Edition Dynamic Pro Films Files No.11 & 12: Devilman | CD          | Columbia                  | COCX-32285/6    | 23 липня 2003   |
| Devilman no Uta (21st century ver.)                          | CD-сингл    | TEAM Entertainment        | KDSD-95         | 22 лютого 2006  |
| Hikari no Naka de                                            | CD-сингл    | Sonic Groove              | AVCD-16051      | 23 вересня 2004 |
| Devilman Original Soundtrack                                 | CD          | avex trax                 | AVCD-17543      | 6 жовтня 2004   |

## Сприйняття
Станом на березень 2017 року манґа Devilman мала понад 50 мільйонів примірників у тиражі. У 2018 році видання Anime News Network включило Devilman до списку семи «Найкращих нових манґ для дорослих».
Початкові критичні відгуки здебільшого зосереджувалися на особистості Акіри та спірних темах, які розкривалися до того, як він став Девілменом. Журнал Zona Negativa вважав сюжет досить простим, адже Акіра та Рьо дізнаються про демонів через вечірку з оргіями та іншими контроверсійними темами, за які Наґай відомий. Anime News Network спочатку описували Акіру як привабливого героя завдяки його доброзичливому характеру, але критикували його стосунки з Мікі через те, як вона дорікає йому за ці риси. З появою більш жорстокої сторони Акіри після поглинання Амон, рецензія вбачала у цьому ідею розвитку людини, яка зберігає своє добре «я». Хоча стосунки між Акірою і Рьо не досліджені повністю, рецензент помітив між ними гомоеротичну напругу, що викликало інтерес у читачів. Manga News відзначили відмінний пролог манґи, який показує, як Акіра стає Девілменом і як це психологічно впливає на нього.
Темна атмосфера твору особливо відчутна у сцені смерті Мікі, яку Джейсон Томпсон з Anime News Network описав як «візуалізацію дитячого кошмару». У книзі Manga Design Масанао Амано та Джуліус Відеманн вказали на поворот сюжету, де люди вбивають інших людей, як на шокуючий момент для аудиторії і манґак наступного покоління, порівнюючи це з відьомськими гоніннями. The Fandom Post також вважали манґу надто жорстокою, але сподівавлися, що її прочитає більше людей, якщо вони зможуть подолати сцени насильства, і похвалили Наґая за його стиль малюнка, що добре передає жах і жорстокі бої. Manga News були вражені тим, що, незважаючи на віру Акіри в людство, він бачить моторошний сценарій війни між людьми і демонами, що призводить до одного з найглибших і найсумніших фіналів в історії манґи. Томпсон більш критично поставився до малюнка Наґая, відзначаючи, що «очі його персонажів рідко дивляться в одному напрямку, кінцівки схожі на дротики, а жінки нагадують надувних ляльок з яблуками на грудях».
Хоча через спірний показ насильства манґа стала мішенню протестів з боку батьківських комітетів та інших організацій, сюжет Devilman вирізнявся серед інших манґ того часу і вплинув на всю індустрію. Devilman посів п'яте місце в списку «10 найвідоміших аніме-героїв» за версією Mania Entertainment, де Томас Зот прокоментував, що «сьонен-манґа набула темнішого тону завдяки графічному насильству Devilman, буденному богохульству та темі використання зла для боротьби зі злом». Джейсон Гафф з The Anime Review відзначив кілька цікавих моментів у OVA-адаптації, але в підсумку рекомендував дивитися Vampire Hunter D замість цього, «якщо хочеться побачити справжнє м'ясне шоу з потворними монстрами, що розпадаються навпіл». Хелен Маккарті та Джонатан Клементс з The Anime Encyclopedia відзначили, що серіал страждає від «заплутаного поєднання японської та європейської міфології».

### Спадщина
Дизайнер персонажів із компанії SNK зізнався, що Devilman вплинув на створення образу Кьо Кусанагі. Манґака Нанасе Окава заявила, що Devilman була манґою, яка найбільше шокувала її в дитинстві. Згодом Окава була настільки натхненна Devilman, що створила манґу X, в якій використані схожі теми, зокрема Армагеддон. Режисер Neon Genesis Evangelion Хідеакі Анно сказав, що меха Evangelion Unit 01 була створена під впливом Devilman. Анно стверджує, що страшні вирази обличчя Девілмена стали основою для образу мехи, разом із Mazinger Z. Для фільму 2011 року Tekken: Blood Vengeance борець Джін Кадзама набуває демонічної форми, дизайн якої створив Такаюкі Такея — відомий дизайнер персонажів з Devilman та Kamen Rider.

## Подальше читання
- Silverman, Rebecca (23 червня 2018). Devilman: The Classic Collection GN 1 - Review. Anime News Network.